# Kwesi Appiah
Kwesi Appiah (Thamesmead, 12 de agosto de 1990) é um futebolista profissional ganês que atua como atacante.

## Carreira
Kwesi Appiah fez parte do elenco da Seleção Ganesa de Futebol na Campeonato Africano das Nações de 2015.

## Títulos
Gana
- Campeonato Africano das Nações: 2015 2º Lugar.